# Thuyết siêu việt

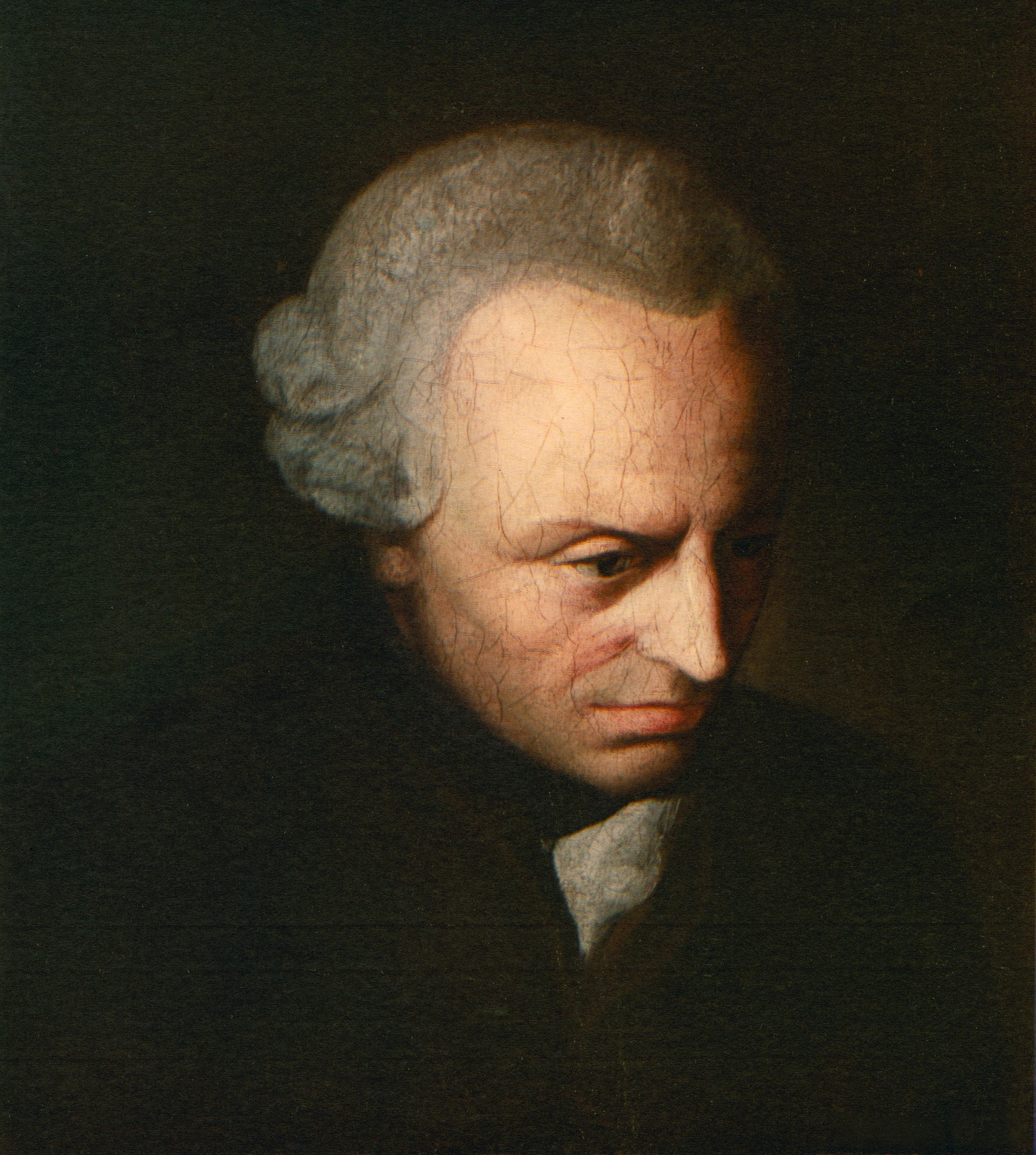
Immanuel Kant, một triết gia có tư tưởng chủ nghĩa duy tâm siêu việt (transcendentalist).

Thuyết siêu nghiệm là một phong trào triết học, nó mang tính tiên tri hơn là tư biện, khẳng định hơn là đặt câu hỏi, và nó đến với triết học để tìm thấy sự xác nhận đức tin, không phải để kiểm tra lại những nền tảng của mình". Thuyết siêu nghiệm đóng vai trò quan trọng nhất với triết học và đời sống văn hóa chung của đất nước trong số những phát triển khác nhau của nửa đầu thế kỷ XIX. Giống như thời kỳ Khai sáng (thời Khai minh) ở Mỹ, nó là một bộ phận của phong trào toàn thế giới, đó là chủ nghĩa lãng mạn đầu thế kỷ XIX. Ở Hoa Kỳ, đặc biệt là ở New England, nó có thể được hiểu trước hết là một phần của phản ứng chống lại thuyết Calvin, phát triển từ thuyết Nhất vị, và một phần là phản ứng chống lại một loại thuyết duy lý do thời Khai minh đại diện, mặc dù, như đã lưu ý ở trên, chính trong ở một số khía cạnh dưới những hoàn cảnh đặc biệt ở Mỹ, nó được tiếp tục. Chịu ảnh hưởng của chủ nghĩa lãng mạn Đức và Anh, của Jean-Jacques Rousseau, một phần nào đó của các nhà duy tâm Đức sơ kỳ (đặc biệt là Kant, thường được giới thiệu cho độc giả Mỹ bằng loại sách "Hỗ trợ suy tư" của người Anh, chẳng hạn như công trình cùng tên của Coleridge), thậm chí bằng tôn giáo và triết học phương Đông, thuyết siêu việt hầu như không phải là một phong trào có nguồn gốc từ triết học. Tuy nhiên, thật đúng khi nói rằng thuyết siêu việt có nguồn gốc bản địa của nó. Thuyết siêu việt tương ứng với nhu cầu và khát vọng của thế hệ mình và những ý niệm mà nó tiếp thu từ châu Âu thường là những gì nó đã phấn đấu để xây dựng cho chính mình.
Các đại diện hàng đầu của phong trào này là: William Ellery Channing (1780-1842), mà tác phẩm Unitarian Christianity của ông đánh dấu ông là đối thủ của thuyết Calvin và là người mở đường của phong trào mới; Theodore Parker (1810-1860), một giáo sĩ theo thuyết Nhất vị khác, một trong những con người uyên bác nhất của thời mình và là một trong những người tích cực nhất trong phong trào chống nô lệ và các phong trào cải cách khác; Ralph Waldo Emerson (1803-1882); Henry David Thoreau (1817-1862); Bronson Alcott (1799-1888); George Ripley (1802-1880); Orestes A. Brownson, sau này cải đạo sang Công giáo và là cây viết triết học và luận chiến Công giáo nổi tiếng nhất của nước Mỹ thế kỷ XIX; Margaret Fuller và các chị em Peabody. Các nhà văn nổi tiếng Walt Whitman (1819-1892) và Herman Melville (1819-1891), cũng như Henry James, Sr., bạn của Emerson, một nhà tư tưởng tôn giáo và triết học mà người ta không phân biệt được với hai người con trai nổi tiếng, chịu ảnh hưởng bởi phong trào này. Chúng ta cũng nên đề cập đến James Marsh, Caleb Sprague Henry và Frederick Henry Hedge.
Chính những tên tuổi của các nhà siêu việt đã cho thấy sự đa dạng của phong trào này. Và chính cái tên thuyết siêu việt, (transcendentalism), mặc dù phần nào là không chính danh, nhưng lại thích hợp ít nhiều cho "giấc mơ của con người" tin rằng con người có thể đạt được mục tiêu vượt ra ngoài tầm hiểu biết của thuyết duy cảm giác gắn liền với trần thế. Chúng ta không thể hiểu thuyết siêu việt một cách đúng đắn nếu ta xem nó quá hẹp dưới dạng một triết học, dù là triết học Kant hay một triết thuyết nào khác. Nó không phải là một hệ thống triết học mà là một thái độ của tinh thần, đó là niềm tin vào sự thiêng liêng cư ngụ trong tự nhiên và trong linh hồn, niềm tin vào những khả thể vô hạn vốn có trong mối quan hệ này. Ý nghĩa của nó không chỉ nằm ở tầm nhìn triết học về con người và thế giới, mà còn ở cương lĩnh của nó dành cho sự hoàn thiện cá nhân và sự canh tân của xã hội.
Sự hiểu lầm về chính thuật ngữ transcendental(của Kant. ND) đã tiết lộ tri thức không sâu sắc về Kant của những người theo thuyết siêu việt của Mỹ. Đối với Kant, transcendental (siêu nghiệm) đại diện cho các điều kiện chủ quan, tiên nghiệm của mọi kinh nghiệm. Nó chỉ các phạm trù tiên nghiệm của tư duy áp đặt vào cho cái đa tạp của kinh nghiệm giác quan để mang lại cho nó ý nghĩa và tính quan yếu khoa học. Ngược lại, thuật ngữ siêu việt (transcendent) lại có nghĩa là tất cả những gì nằm bên ngoài phạm vi của nhận thức; nó đại diện cho sự tư biện siêu hình học, tức hiểu biết thuần túy trí tuệ, tư duy mà không có ý nghĩa. Không may thay, trong tiếng Anh, từ transcendental (siêu nghiệm) lại được sử dụng như một từ đồng nghĩa với transcendent (siêu việt), và kết quả là sự phân biệt của Kant giữa hai thuật ngữ này đã bị mất đi.

## Phê phán
Mặc dù sự phê phán này đối với thuyết siêu việt của Mỹ là đúng từ quan điểm kỹ thuật nghiêm ngặt, song cũng có nhiều sự thật trong nhận xét – của Santayana - rằng Emerson đã thực hành phương pháp siêu nghiệm trong sự tinh khiết của nó, có lẽ nhiều hơn bất cứ ai trước đó. Ở mức độ mà người Mỹ đạt được chủ nghĩa siêu việt của họ một cách độc lập, như Santayana tin tưởng (mặc dù thừa nhận là mang ơn triết học phê phán của Kant) và ở mức độ mà phương pháp transcendental là một thuyết duy chủ thể được hệ thống hóa, thì Emerson là một nhà siêu việt luận đích thực và là một nhà tư tưởng quan trọng.

## Nhận định
Giấc mơ của con người về triết lý siêu việt là một giáo hội không chuyên chế; một xã hội không có sự ngu dốt, thiếu thốn hay tội ác; "một thế giới không có chiến tranh giữa các quốc gia để tiêu hủy sạch sản phẩm do bàn tay họ làm ra". Trong những lời đoán trước tư tưởng của James và Dewey sau này, Parker nói rằng triết học của mình (không giống như triết học duy cảm mà chủng tộc Anglo-Saxon có khuynh hướng cố chấp đi theo) hướng về tương lai, một tương lai sẽ phải được thực hiện. Giấc mơ có bao giờ trở thành sự thật hay không? "Lịch sử nói không; bản tính người nói có".
Xét như một triết học tư biện, thuyết siêu việt đại diện cho một thuyết duy tâm gần Kant hơn là Berkeley. Thật vậy, các thành viên của Câu lạc bộ siêu việt Boston thừa nhận sự mang ơn của họ đối với nhà hiền triết ở Königsberg. Như Emerson đã nói trong luận văn của mình, "Nhà siêu việt":
"Cái được gọi phổ biến là thuyết siêu việt của chúng ta, là thuyết Duy tâm; thuyết Duy tâm như nó xuất hiện vào năm 1842. Là những nhà tư tưởng, nhân loại đã từng chia rẽ thành hai phái, các nhà duy vật và các nhà duy tâm; loại thứ nhất dựa vào kinh nghiệm, loại thứ hai dựa vào ý thức; loại thứ nhất bắt đầu tư duy từ dữ liệu của các giác quan, loại thứ hai nhận thấy rằng các giác quan không phải là tối hậu và nói rằng, các giác quan mang đến cho chúng ta các hình ảnh biểu tượng về sự vật, nhưng không thể cho ta biết tự thân các sự vật ấy là gì...
Phần lớn cử tọa của tôi đều biết rằng thuyết duy tâm ngày nay có được cái tên "Transcendental" ("Siêu việt", đúng ra là "siêu nghiệm". ND) từ việc sử dụng thuật ngữ đó ("siêu nghiệm") của Immanunal Kant ở Königsberg, người đáp lại triết học hoài nghi của Locke, vì Locke đã nhấn mạnh rằng không có gì trong giác tính mà trước đó không có trong kinh nghiệm của các giác quan, bằng cách cho thấy rằng có một lớp ý niệm rất quan trọng hay các hình thức mệnh lệnh, không đến từ kinh nghiệm, mà thông qua đó kinh nghiệm mới đạt được; rằng chúng những trực giác của bản thân tâm trí; và ông gọi tên chúng là những hình thức hay mô thức siêu nghiệm. Sự sâu sắc và chính xác phi thường của suy nghĩ đó của con người làm cho việc gọi tên đó của ông được ưa chuộng, ở châu Âu và Mỹ, đến mức mà bất cứ điều gì thuộc về loại tư duy trực giác, ngày nay đều được gọi chung là Transcendental ("Siêu việt")".